# Hof Haina
Der Hof Haina (früher Gosselshausen) liegt in der Gemeinde Biebertal, die zum hessischen Landkreis Gießen gehört. Der Weiler wurde um 1100 gegründet und umfasst heute fünf Höfe.

## Geografie
Der Hof Haina befindet sich im Hainaer Gründchen. Das ist ein kleineres Nebental des Biebertals, welches nach dem Hof Haina benannt ist. Im Zentrum der Höfe befindet sich der Dorfplatz. Direkt neben dem Hof Haina verläuft die Landstraße 3286, auf der man nach Rodheim-Bieber auf der einen Seite, und nach Waldgirmes auf der anderen Seite gelangt.

## Geschichte
Der Name Hain bedeutete früher Wohnstätte, woraus sich der Name Haina ableitete. Um 1100 n. Chr. wurde der Weiler gegründet; damals umfasste er vier Höfe. Die Siedlung Gosselshausen wurde im 15. Jahrhundert als Wüstung bezeichnet. Bis zur Frühen Neuzeit war der Hof Haina ein Kreuzungspunkt der „Alten Marburger Straße“ mit der Wagenstraße (Wayn). Der Hof Haina war ein Aus- und Vorspannplatz für Pferdefuhrwerke. Im Jahre 1908 wurde der Hof Haina mit dem fünften Hof ergänzt. Bis zu ihrem Tod 2009 hat Gisela Kraft-Schneider das Bauernhausmuseum Hof Haina betrieben, das heute von ihren Nachkommen weiterbetrieben wird. In dem Ort wurde um 1980 eine 6000 Jahre alte Pfeilspitze gefunden.